# Faro Linterna de Génova
El Faro Linterna de Génova, también denominado normalmente como Linterna ("Lanterna"), se encuentra ubicado en el puerto de Génova, Italia. Fue construido y dotado de iluminación en 1543.

## Historia
Es un antiguo faro ciudadano que desde el promontorio costero de San Benigno dirigía a los barcos de «La Superba» (como se le llamaba a Génova en los tiempos de las Repúblicas Marineras). Es considerado sin duda el símbolo de la ciudad, orgullo de los genoveses, históricamente uno de los mayores pueblos navegantes y que desde siempre se identificaron con el mar y el comercio. Tiene una altura total desde el nivel del mar de 107 metros con una estructura de 77 metros de torre, desde la base al techo de la cúpula, y 30 metros de promontorio.
La primera referencia histórica sobre la construcción del «Faro Linterna de Génova» es de 1128. En aquel momento quedaba bastante alejado de la ciudad, ya que el puerto de Génova (ahora llamado «Puerto Antiguo») era más extenso que las propias murallas medievales de la ciudad. En el siglo XII también sirvió como prisión. La forma actual del faro se debe a la reconstrucción de 1543, después de que el faro fuera dañado por «fuego amigo» del capitán Andrea Doria tras una batalla contra los franceses que asediaban el puerto de Génova y se habían instalado en un fuerte en las proximidades de la Lanterna.
El promontorio o colina sobre la cual se edifica (San Benigno) era el límite oeste del puerto, del que solo queda el peñón donde se encuentra la Linterna. El resto fue demolido para dar espacio al crecimiento de la ciudad. El faro pasó a ser parte de la ciudad en el siglo XVII, cuando se edifica la llamada Cerca Seicentesca, la nueva muralla genovesa que englobaba la ampliación de la ciudad. Antonio Colombo (tío de Cristóbal Colón), fue uno de los apellidos notables entre los que fueron guardas del faro. Fue nombrado guarda de la Linterna en 1449. En un principio se iluminaba con ramas secas, encendidas en la cima con el propósito de dirigir a los barcos de forma segura hacia el puerto. Principalmente se utilizaba calluna seca, que producía un fuego blanco. En 1326 se instaló la primera lámpara de aceite de oliva. En la actualidad el sistema es mecánico y la iluminación es eléctrica desde 1913.
Su particular diseño influyó en otros faros que guardan similitudes con el Lanterna como en el faro San Jorge en Comodoro Rivadavia, Argentina.